# (29861) 1999 FV36
A (29861) 1999 FV36 egy kisbolygó a Naprendszerben. A LINEAR projekt keretében fedezték fel 1999. március 20-án.